# محمود المشیفری
محمود المشیفری (عربی: محمود مبروك نسيب؛ زادهٔ ۱۴ ژانویهٔ ۱۹۹۳) بازیکن فوتبال اهل عمان است.
از باشگاه‌هایی که در آن بازی کرده‌است می‌توان به باشگاه السویق و باشگاه ورزشی النصر اشاره کرد.
وی همچنین در تیم‌های ملی فوتبال عمان، و عمان، بازی کرده‌است.